# Pheidole minima
Pheidole minima är en myrart som beskrevs av Mayr 1901. Pheidole minima ingår i släktet Pheidole och familjen myror.

## Underarter
Arten delas in i följande underarter:
- P. m. catella
- P. m. faurei
- P. m. malelana
- P. m. minima